# Provincia Kasaï
Provincia Kasaï este o unitate administrativă de gradul I, o provincie, a Republicii Democrate Congo. Reședința sa este orașul Luebo.